# Лайман, Пэтти
Пэтти Шихан Лайман (англ. Patty Sheehan Lyman); род. февраль 1954 года, Ютика, штат  Нью-Йорк) — американская конькобежка  специализирующаяся в Конькобежном спорте и шорт-треке. Двукратная чемпионка мира по шорт-треку. Бронзовый призёр в абсолютном зачёте чемпионата мира 1978 года. 

## Биография
Пэтти и её сестра Джоанна рано встали на коньки. В 1964 году они стали учредителями конькобежного клуба "Utica Speed Skating Club", а их отец Ричард, был президентом клуба. С 10 лет Пэтти стала соревноваться на национальном уровне. Семья Шиханов выступала в лучшие для себя времена на открытых чемпионатах США в закрытых помещениях, на районных, региональных и государственных соревнованиях. В 1968 году Пэтти отметила своё 14-тилетие и выиграла в многоборье среди младших девочек на национальном чемпионате США по конькобежному спорту. 
В марте 1969 года в  Сент-Луисе она вместе с сестрой участвовала в закрытых помещениях на домашнем чемпионате США в Мемориальной аудитории Ютики. 17-тилетняя Джоанна выиграла соревнования среди девушек старшей группы на дистанциях 400 и 800 метров, а также на 1200 метров. Пэтти выиграла среди девушек младшей возрастной группы в помещении и на открытом воздухе в многоборье в 1969 и 1970 годах и также установила национальные рекорды на 400 и 600 метров. Она тренировалась в Висконсине целыми днями перед Олимпийским отбором 1971 года. Ей помогли уроженцы Ютики собрать пожертвования в сумме 2000 долларов, включая её однокурсников Католической академии Ютики В 1971 году Пэтти участвовала на чемпионате мира в спринтерском многоборье в Инцелле, где заняла 16-е место в многоборье.
В 1972 году Пэт вышла замуж за Грега Лаймана, американского конькобежца, участника Олимпийских игр 1972 года на дистанции 500 метров. Они переехали в город Дуранго в штате Колорадо, где Пэт стала актрисой репертуальной театральной группы. Позже они переехали в Норвегию, где каждые выходные соревновались в профессиональном конькобежном спорте. Через 2 года они вернулись в США. В конце 70-х годов Пэт родила первого ребёнка и решила вернуться вновь в конькобежный спорт. В 1978 году она попала в национальную команду по шорт треку и участвовала на чемпионате мира в Солихалле, где выиграла на 500 метров и в эстафете, а также бронзу на 1000 метров. В общем зачёте заняла 3-е место. В марте 1980 года на чемпионате США в Мичигане Пэт выиграла на дистанции 400 метров.

## Личная жизнь
Сейчас у Пэт и Грега трое детей: Коли, Элли и Ной, все женаты и живут в районе  Денвера. Пэт часто их посещает и занимается с внуками.

## Награды
1990 год - внесена в спортивный зал Славы Большой Ютики